# エクストリーム (企業)
株式会社エクストリーム（英: EXTREME CO.,LTD.）は、日本のデジタルIT企業。

## 概略
2005年5月に設立されたエクストリームは、ゲーム開発業者への技術者派遣や受託開発を中心に成長した。その後、資本金を増やして会社の規模を大きくし、自社でゲーム開発して、それを配信するようになった。またエクストリームはゲーム業界以外の会社にも積極的にM&Aを行い、子会社を着実に増やしていった。
現在、エクストリームは、デジタル人材事業、受託開発事業、コンテンツプロパティ事業（IP事業）の3つの事業でビジネス展開している。
また、エクストリームは企業コンセプトを 「まじめに面白いを創る会社。未来の楽しいを造る会社」とし、エクストリームのエンジニア・クリエイター・アカウントマネージャーなど、それぞれ異なる職種のメンバーがチームとして連携して、顧客の課題解決に貢献するスペシャリスト集団「デジタルクリエイタープロダクション」を掲げている。

## 沿革
- 2005年5月 - 東京都豊島区において4名で「株式会社エクストリーム」を創業[2]、資本金は1500万円
- 2006年
  - 4月 - 資本金を4004万1600円に増資
  - 5月 - デジタル人材事業 人材ソリューションサービスを開始
- 2007年
  - 2月 - Wii「バーチャルコンソール」にて、エクストリーム独自のブランド「メサイヤゲームス（メサイヤ）」を配信開始
  - 5月 - 有料職業紹介事業の認可を取得（13-ユ-302189）
- 2008年9月 - オンラインゲーム「桃色大戦ぱいろん」サービス開始
- 2009年
  - 3月 - ソニー・コンピュータエンタテインメント「ゲームアーカイブス」にてメサイヤゲームス配信開始、PlayStation Portable「零・超兄貴（発売元：ガンホー・オンライン・エンターテイメント株式会社）」を発売
- 2010年4月 - 「桃色大戦ぱいろんmobile」サービス開始
- 2011年11月 - アジア各国において「桃色大戦ぱいろん」サービス開始（2011 台湾 / 2012 香港・シンガポール・マレーシア）
- 2014年12月 - 東京証券取引所マザーズ市場へ上場
- 2015年
  - 1月 - 資本金を2億7604万6千円へ増資
  - 7月 - ニンテンドー3DS「ラングリッサー リインカーネーション -転生-」を発売
  - 12月 - PlayStation 4「重装機兵レイノス（発売元：株式会社ドラキュー）」を発売
- 2016年
  - 1月 - 「ラングリッサー」シリーズにおける海外向けスマートフォンアプリのライセンス許諾契約を締結
  - 4月 - 株式会社ウィットネストを子会社化
  - 9月 - 業務拡大により本社を東京都豊島区西池袋1丁目11番1号 メトロポリタンプラザビル 21階に移転
- 2017年
  - 3月 - 千葉県船橋市に「ふれあいスマイル農園」を開園
  - 4月 - 株式会社ウィットネストを吸収合併
  - 5月 - 株式会社EPARKテクノロジーズを子会社化、イーペットライフ株式会社（現：株式会社EPARKペットライフ）を持分法適用関連会社化、資本金を4億1099万1千円へ増資
  - 8月 - 中華人民共和国にてスマートフォンゲームアプリ『ラングリッサー（梦幻模拟战）』サービス開始（以降、世界各国にて同サービスを展開）
- 2019年
  - 4月 - 日本にてスマートフォンゲームアプリ『ラングリッサー モバイル』サービス開始
  - 6月 - 株式会社オルトプラスと合弁会社、株式会社エクスラボを設立
  - 7月 - 株式会社エクスラボがALTPLUS VIETNAM Co.,Ltd.をグループ会社化
  - 10月 - 東京証券取引所の貸借銘柄に選定
  - 12月 - 一般社団法人日本経済団体連合会に入会
- 2020年5月 - 株式会社エクスラボを100%子会社化
- 2021年
  - 8月 - フリーランス向けエージェント事業『エクストリームフリーランス』サービス開始
  - 8月 - 株式会社ネクストンを持分法適用関連会社化
- 2022年
  - 4月 - 東京証券取引所グロース市場へ市場変更
  - 7月 - 角川ゲームスの代表取締役であった安田善巳と同社取締役の冬野智が独立する形で発足したDragami Gamesを子会社化[4]
  - 11月 - エス・エー・エス株式会社を子会社化

## グループ会社
連結子会社
- エクスラボ
- EXTREME VIETNAM Co.,Ltd.
- Dragami Games
- EPARKテクノロジーズ
- エス・エー・エス
  - 酒田エス・エー・エス

持分法適用関連会社
- EPARKペットライフ
- ネクストン